# がやリン
がやリンは、東京都世田谷区が運営するレンタサイクルのうち、借用地点以外との相互利用に対応した枠組みの名称。

## 概要
区のレンタサイクルは「1台の自転車を複数の人が共有して利用する」ことを目的として運営されており、区内6駅の駐輪場で営業が行われている。このうち、借用する「ポート」（レンタル営業を行う駐輪場）とは別のポートでの返却に対応したコミュニティサイクルサービスを「がやリン」と称している。
レンタル用の自転車は放置自転車の車両を転用したものも多く、1,300台を越える規模となっている。このほか、パナソニック製電動アシスト自転車も導入されており、追加料金を支払えば利用可能である。管理・運営は世田谷区シルバー人材センターに委託されている。
2010年度グッドデザイン賞を受賞している。

### レンタサイクル導入の背景
区内を走る京王線や小田急線および東急線沿線では、南北を結ぶ交通手段が乏しいという地理的条件がある。また、駅前で慢性化した放置自転車対策として導入された。

## ポートと最寄駅
各ポートにはネーミングライツが導入されている。2020年時点のパートナー企業は、がやリンのシステム開発を行ったIHIエスキューブ。
- IHIがやリン桜上水南ポート：京王線 桜上水駅
- IHIがやリン経堂駅前ポート：小田急小田原線 経堂駅
- IHIがやリン三軒茶屋中央ポート：東急田園都市線 三軒茶屋駅
- IHIがやリン桜新町ポート：東急田園都市線 桜新町駅
- IHIがやリン等々力ポート：東急大井町線 等々力駅

また以上のポートとは別に、小田急線成城学園前駅、田園都市線三軒茶屋駅付近に、がやリンに対応していない通常のレンタサイクルポートがある。

## 利用方法
レンタサイクルの利用には各ポートにて登録が必要である。また、ポートによっては登録時にデポジットが必要である。
料金体系は、定期利用（一般および学生）のほか、一回利用に対しても設定されている。※利用料金は、区の公式サイトなどを参照。